# Pandora Hearts
«Pandora Hearts» (яп. パンドラハーツ, Пандора ха:цу, укр. «Серця Пандори») — манґа та аніме. Автор оригінального сюжету — Джюн Мочідзукі. Вперше опублікована 2006 року в японському журналі GFantasy. Завершена в березні 2015 року на 24-му томі.
25-серійне аніме, створене студією Xebec на основі манґи, демонструвалося в Японії з 3 квітня 2009 року до 25 вересня 2009 року. У «Pandora Hearts» зустрічається безліч посилань на твори Льюїса Керролла «Аліса в Країні чудес» та «Аліса в Задзеркаллі».

## Терміни
- Ланцюги  — істоти, що живуть у Безодні та шукають можливості укладати контракти з людьми. За умовою контракту поїдають людей, а натомість нібито змінюють минуле контрактора.
- Законний контрактор — людина, яка укладає контракт із ланцюгом законним способом, винайденим Пандорою: ланцюг служить своєму господареві й не поїдає людей. Найчастіше внаслідок такого контракту з'являється побічний ефект: контрактор не старіє, однак залишається смертним.
- Незаконний контрактор — людина, що уклала звичайний контракт. На грудях контрактора з'являється печатка, яка відміряє час, після закінчення якого контрактор разом з ланцюгом провалюється в саме серце безодні.
- Пандора — організація, керована герцогськими будинками. Бореться з незаконними контракторами і ланцюгами, досліджує Сабрійську трагедію, шукає Волю Безодні.
- Безодня — паралельний вимір, населений ланцюгами. У її серці знаходиться Воля Безодні, яка стала формою для Ядра Безодні. За легендою, туди потрапляють злочинці. Безодня — початок всьому і його ж кінець.
- Сабрійська трагедія — трагедія, що сталася сто років тому. Через неї місто Сабріє — тодішня столиця — і її жителі провалилися в безодню.
- Ядро Безодні — центр Безодні, що керує цим простором. Лейсі стверджувала, що Ядро мало свою свідомість. З Ядром можуть вступати в контакт тільки люди, народжені з очима нещастя, тобто червоноокі. Вони здатні впливати на Ядро і спотворювати світ, звідси й їх небезпека.
- Діти, що приносять нещастя (Діти нещасть) — люди, один або обидва ока яких мають криваво-червоний колір. За часів Сабрійской трагедії такі діти піддавалися гонінням і нападкам з боку оточуючих: вони вважалися породженнями Безодні. У манзі згадується, що червоні очі є спотворенням, що створене людиною та обране Безоднею, тобто тим, хто може стати Гленом Баскервіллі. Так, у Лейсі червоні очі через Освальда, а в Вінсента через Гілберта. Червоноокі можуть відкривати Ворота Безодні та вступати в контакт із Ядром Безодні. У манзі відомі троє таких людей: Лейсі Баскервілль, Вінсент Найтрей і Кевін Регнард (Зарксіс Брейк).

## Сюжет

Персонажі "Серця пандори"

Життя Оза Безаріуса, сина одного з найвпливовіших герцогів, затьмарене постійною відсутністю його батька, який, як здається оточенню, уникає свого сина. Ще більше дивацтв приніс день повноліття Оза — йому висувають звинувачення, за яким гріхом є сам факт його існування, після чого юнака відправляють у Безодню — паралельний світ зі спотвореним ходом часу, що вважається в'язницею для тих, хто скоїв тяжкі злочини. Там він зустрічає т.з. «Ланцюг» — гігантського чорного кролика, який обернувся милою дівчиною Алісою, що допомагає йому втекти. Удвох вони намагаються відповісти на загадки минулого.

## Персонажі

### Оз Безаріус

Оз Безаріус

Оз Безаріус (яп. オズ ベザリウス, Одзу Бедзаріусу)
- Вік — 15 років (+ ще 10 років, пропущених в Безодні).
- Зріст — 162 см.

Головний герой історії. П'ятнадцятирічний хлопчик зі світлим волоссям і смарагдово-зеленими очима з родини Безаріус, батько якого —  лорд-правитель. Його мати була вбита сім'єю Найтрей, але, попри це, він зберігає свій оптимістичний і енергійний характер. Історія починається, коли Озу виповнюється п'ятнадцять. У день свого повноліття він потрапляє у в'язницю в іншому вимірі, іменовану Безодня, і зустрічає там дівчину на ім'я Аліса, з якою укладає контракт. Після повернення до реального світу він дізнається, що пройшло 10 років. Вирішивши з'ясувати сенс свого гріха, починає працювати з Зарксісом Брейком, членом «Пандори». Коли Оз був дитиною, він старанно працював для того, щоб заслужити похвалу й визнання батька. Пізніше Оз дізнається, що батько ненавидить його так, що не дозволяє дитині навіть торкатися до нього. Раніше він був впевнений, що слабкий, і для того, щоб захистити інших людей, він був готовий навіть пожертвувати собою, не борючись. Але після зустрічі з юним спадкоємцем Найтреїв він змінює свій світогляд, пізнавши справжню ціну людського життя і зрозумівши, що активними діями він зможе принести набагато більше користі, ніж самопожертвою. І завдяки цьому він не здається до самого кінця!
Сейю — Джюнко Мінаґава.

### Аліса
Аліса  (яп. アリス, Арісу)
- Зріст — 150 см

Аліса

Аліса з'являється в перший раз, коли Оз чує мелодію годинника, який знаходить на могилі. Насправді вона — одна з найсильніших ланцюгів Безодні — Кривавий (або Чорний) Кролик. Мета Аліси полягає в тому, щоби знайти свої втрачені спогади, які грають головну роль в історії. В людській формі Аліса має довге темне волосся з двома тонкими кісками з боків. Дві прядки завжди стоять сторч. У неї величезний апетит, і вона дуже полюбляє м'ясо. Вона імпульсивна, каже, не думаючи про наслідки. Попри це, вона може бути м'якою, особливо, якщо мова йде про Оза. Аліса ненавидить, коли Оз залишає її одну, і, щоб приховати це, вона зазвичай каже: «Ти мій слуга. Про що ти думаєш, коли залишаєш мене одну?!», або просто б'є Оза зі словами «Стули пельку». Також зі спогадів Джека Безаріуса виявилося, що Аліса (Кривавий Чорний Кролик) — рідна сестра Волі Безодні. Коли Оз побачив видіння, приховане в годиннику, там була кімната Білої Аліси (Волі Безодні), а сама Біла Аліса була тією, чиї спогади вони шукали. Кролик же стверджував, що «наша перша зустріч була в Годині Спокою, коли на тебе напали Баскервілі». Незабаром з'ясовується, що Аліса раніше була людиною й померла під час Сабрійської Трагедії.
Сейю — Аяко Кавасумі.

### Гілберт Найтрей

Гілберт

Гілберт Найтрей (яп. ギルバート ナイトレイ, Ґіруба:то Найторей)
- Вік — 24 роки (+ ще 100 років, пропущених в Безодні).
- Зріст — 182 см.

Друг і вірний слуга Оза. Для нього Оз — найцінніша людина, Гілберт готовий пожертвувати усім заради нього. 15 років тому, коли він був ще дитиною, його знайшли пораненим біля входу в будинок сім'ї Безаріус. Хлопчика підібрав Оскар, дядько Оза. Гілберт приймає рішення завжди бути вірним Озу, коли в дитинстві Оз його захистив від горщика з квітами, що ледь не впав на нього. Гілберт був запрошений Озом брати участь у церемонії повноліття як його друг. Під час церемонії він був під контролем ланцюга Баскервілей і був змушений атакувати Оза. коли Гільберт приходить до тями, йому вдається побачити обличчя під відлогою одного з нападників, і він кидається, щоб захистити його.
Він приймає ім'я Рейвен (яп. 鴉, Рейбун) (Ворон) і з'являється як член Пандори, який знаходить Оза після того, як той втік із Безодні. Пізніше Оз розкриває справжню сутність Рейвена. Тоді псевдонім був забутий, і всі стали називати його за іменем. Після церемонії 10 років тому він був прийнятий у сім'ю Найтрей, які раніше взяли його молодшого брата Вінсента. Гіл вважає, що зрадив Оза, бо Найтреї були головними підозрюваними у вбивстві матері Оза. Він не пам'ятав Вінсента до того, як вони зустрілися у Найтреїв. В надії врятувати Оза з безодні, Гілберт наполегливо тренувався в стрільбі, і навіть убивав, щоб приручити чорнокрилого Ланцюга сім'ї Найтрей — Ворона (звідси і прізвисько Гіла). Влада над Вороном дозволяє Гілу контролювати Чорного Кролика в Озі. Навіть 10 років потому, він все ще панічно боїться кішок і є прекрасним кухарем.
Він дуже дбайливо ставиться до капелюха, який йому подарувала Ада. Насправді, він живе вже понад 100 років, і раніше разом із Вінсентом служив Джеку Безаріусу, який підібрав їх на вулиці й поселив у себе. Виявилося, що він служив Глену Баскервілю, про що дізнався після викриття Джека. У наступних розділах манґи Гілберт дуже боїться, що його кинуть одного. Також він підозрює, що Аліса була вбита саме 100 років тому. За іронією долі, ланцюгом, призначеним для використання в ритуалі, був Ворон. Однак Вінсент втрутився в ритуал, відкривши Ворота Безодні та викликавши Трагедію Сабріє.
Сейю — Адзума Сакамото (в юності) та Торіумі Косуке (дорослий).

### Вінсент Найтрей

Вінсент

Вінсент Найтрей (яп. ヴィンセント ナイトレイ, Вінсенто Найторей)
- Вік — 23 роки (+ ще 100 років, пропущених в Безодні).
- Зріст — 177 см.

Вінсент — молодший брат Гілберта. Сім'я Безаріус знайшла Гілберта, а сім'я Найтрей — Вінсента. Його ліве око золоте, як у Гілберта, а праве око — винно-червоне, волосся довге й золотого кольору. Його любов до старшого брата — Гілберта — своєрідна нав'язлива ідея. Зовні Вінсент завжди спокійний, його часто бачать усміхненим, але це тільки ілюзія. У Вінсента є темна, мінлива сторона. Вінсент жив сто років тому, під час так званої Сабрійской Трагедії. Розвиток сюжету покаже, що Вінсент Найтрей вступив в союз з будинком Баскервілів.
Пізніші розділи манґи показали частину його життя 100 років тому. Через забобони, які говорять, що червоні очі приносять нещастя, Гілберт і Вінсент жили на вулиці, і люди нападали на них всякий раз, коли бачили очі Вінсента. Це тривало, поки Джек Безаріус не знайшов їх і не прийняв до себе. Брати стали його слугами, звертаючись до нього "Пан". Вінсент любив Джека, який не звертав уваги на забобони, пов'язані з «кривавими» очима. Джек навіть навмисне стриг волосся Вінсента, яке раніше використовувалося, щоб приховати його червоні очі, заявляючи, що йому подобається колір очей Вінсента. Також Джек пробував звести цих двох із Алісою, позаяк вони були близькі до неї за віком. На жаль, Аліса висміяла червоні очі Вінсента, за що Гілберт смикнув її за волосся. Цей інцидент змусив Вінсента зненавидіти Алісу і спровокував нездорову звичку розрізати й потрошити ляльок через розлади й ненависть. Також Вінсент убив кота Аліси — пізніше представленого як Чеширський кіт. Коли від Аліси Вінсент дізнався про смерть Глена Баскервіля, і про те, що тіло його брата Гіла буде наступним вмістилищем для духу Глена, його відвідала таємнича леді (пізніше стало відомо, що це Міранда Барма), яка розповіла йому, як запобігти ритуалові відкриттям порталу в Безодню. У результаті, хоча Вінсент досяг успіху в тому, що врятував Гіла, він став причиною Сабрійської Трагедії, підтверджуючи стару легенду. Контрактор Вінсента — Соня. Побічний ефект його Ланцюга — постійна сонливість. Також нелегально уклав контракт з ланцюгом Деймос.
Сейю — Джюн Фукуяма (дорослий) і Фуюкі Оура (в юності).

### Зарксіс Брейк

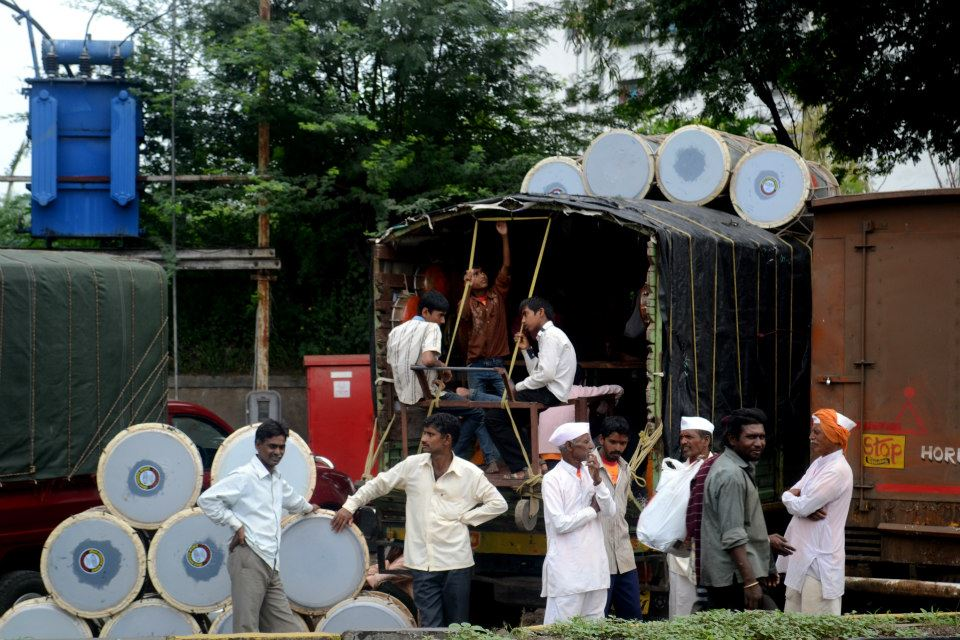
Брейк

Зарксіс Брейк (яп. ザークシーズ ブレイク, Дза:кусі:дзу Бурейку) (Xerxes Break)
- Вік — близько 40 років (+ ще 30 років, пропущених в Безодні).
- Зріст — 177,5 см.

Вперше з'являється в аніме як слуга будинку Рейнсвортів, який приїхав зі своєю пані Шерон на церемонію повноліття Оза. Після повернення Оза з Безодні представляється як слуга Рейнсвортів і учасник організації Пандора. Пропонує Озу і Алісі працювати на нього, за що обіцяє приховувати їх від Пандори.
До того, як потрапив у сім'ю Рейнсвортів, Брейк був слугою багатої дворянської родини. Його справжнє ім'я — Кевін Регнард. Кевін не зміг захистити сім'ю Сенклер, якій служив, так як був у від'їзді з молодшою донькою сім'ї. Його господарі і всі дорогі йому люди були вбиті, залишилася в живих лише маленька дівчинка, яка була з ним. Кевін не міг собі цього пробачити. Коли до нього з'явився Лицар Альбус, ланцюг із Безодні, і запропонував укласти незаконний контракт, він погодився. Щоб прогодувати свого ланцюга, Кевін убив 116 осіб. Потрапивши в Безодню, зустрівся з Волею Безодні, яка вирвала його ліве око (пізніше ми бачимо його у Чеширського Кота). Уклав з нею договір, за яким вона переписувала його минуле і повертала до життя його господарів, а він повинен був припинити її існування як Волі Безодні й урятувати Алісу. Повернувшися з Безодні, він виявив, що пройшло 30 років, і хоча його господарі не померли так, як раніше, їх все одно вбили через 4 роки після запобігання їм різанини. Цього разу загинула навіть маленька дочка господаря, яка, при старому розкладі подій, повинна була залишитися жива. Дізнавшись це, Кевін замикається в собі, а в розмові з Озом і Гілбертом каже, що ненавидить Волю Безодні, хоча це й «не справедливо». Незабаром він просить Шеріл Рейнсворт (мати Шерон) дати йому сенс жити далі і служити Рейнсвортам.
Укладає вже законний контракт з ланцюгом — Божевільним Капелюшником, проте печатка на його грудях залишається і скорочує йому життя. Із кожним новим викликом Капелюшника тіло отримує сильні пошкодження. Сам говорить про те, що жити йому залишилося менше року. Також Брейк стрімко втрачає зір. Згодом він навіть сліпне на час. Носить із собою меч — японську катану, яка прихована в тростині. Часто їсть солодке і постійно має при собі неймовірну кількість цукерок. Всюди ходить зі своєю пані Шерон Рейнсворт, захищає її. Сама дівчина в дитинстві називала його «Заркс-ніі» — в перекладі братик Зарксіс. Ліам говорив, що Шерон ставиться до нього як до старшого брата, і, як би сам Брейк цього не приховував, він теж про неї піклується як про молодшу сестру.
Вічно жартує над Алісою, чим кожен раз доводить її до сказу. Також знущається над Гілом, професійно виставляючи його ідіотом перед усіма, Оз же приєднується до нього після повернення з Безодні. Відомо, що саме Брейк підкинув Гілу ідею почати курити (докладніше дивіться Pandora Hearts Special Comic або Pandora Hearts DVD Special 6). Гілберт же в помсту вчився стріляти, представляючи перед собою його обличчя, чим, на його власну думку, поліпшив результати влучень.
Сейю — Акіра Ішіда.

## Аніме
| Список серій | Список серій                                                        | Список серій        |
| № серії      | Назва серії                                                         | Трансляція в Японії |
| ------------ | ------------------------------------------------------------------- | ------------------- |
| 1            | Innocent Calm «Tsumi Naki Heion» (罪なき平穏)                       | 2 квітня 2009       |
| 2            | Tempest of Conviction «Danzai no Arashi» (断罪の嵐)                 | 9 квітня 2009       |
| 3            | Prisoner & Alichino «Maigo to Kuro-Usagi» (迷い子と黒うさぎ)        | 16 квітня 2009      |
| 4            | Rendezvous «Asahikage no Basho» (朝日影の場所)                      | 23 квітня 2009      |
| 5            | Clockwise Doom. «Tokeimawari no Akumu» (時計回りの悪夢)             | 30 квітня 2009      |
| 6            | Where am I? «Kuichigatta Genzaichi» (食い違った現在地)              | 7 травня 2009       |
| 7            | Whisperer «Shin'en Kara no Yobigoe» (深淵からの呼び声)              | 14 травня 2009      |
| 8            | Question «Inja no Toikake» (隠者の問い掛け)                         | 21 травня 2009      |
| 9            | Malediction «Noroi no Kotoba» (呪いの言葉)                          | 28 травня 2009      |
| 10           | Grim «Kasanaru Kage» (重なる影)                                     | 4 червня 2009       |
| 11           | A Lost Raven «Otosareta Karasu» (堕とされた鴉)                      | 11 червня 2009      |
| 12           | Welcome to Labyrinth «Kagami no Kuni» (鏡の国)                      | 18 червня 2009      |
| 13           | Keeper of the Secret «Yuganda Kioku no Jūnin» (歪んだ記憶の住人)    | 25 червня 2009      |
| 14           | Hollow Eye Socket «Akaki Sekigan no Akuma» (紅き隻眼の悪魔)         | 2 липня 2009        |
| 15           | Who Killed Poor Alice? «Ta ga Tame no Kotoba» (誰がための言葉)      | 9 липня 2009        |
| 16           | His Name is... «Eiyū to Shōnen» (英雄と少年)                        | 16 липня 2009       |
| 17           | Hello My Sister! «Kaikyū no Senritsu» (懐旧の旋律)                  | 23 липня 2009       |
| 18           | Eliot & Leo «Toaru Jūsha no Shi ni Tsuite» (とある従者の死について) | 30 липня 2009       |
| 19           | The Pool of Tears «Namida no Ike» (涙の池)                          | 6 серпня 2009       |
| 20           | Modulation «Utsuriyuku Oto» (うつりゆく音)                          | 13 серпня 2009      |
| 21           | Snow White Chaos «Junpaku no Kuro» (純白のくろ)                     | 27 серпня 2009      |
| 22           | Countervalue of Loss «Shitsui no Taika» (失意の対価)                | 3 вересня 2009      |
| 23           | A Warp in the World (軋む世界)                                      | 10 вересня 2009     |
| 24           | Kyrie (憐れみの讃歌)                                                | 17 вересня 2009     |
| 25           | Beyond the Winding Road (否定の彼方へ)                              | 24 вересня 2009     |

DVD-спешли:
1. Bumbling Detective Break! (3 хв, 24.07.2009)
2. Sharon's Romance Lesson (3 хв, 25.08.2009)
3. Doki Doki Pandora Gakuen (3 хв, 25.09.2009)
4. Alice and Echo's First Errand (3 хв.)
5. Doki Doki Pandora Gakuen It's Summer! (3 хв.)
6. The Ten Years of The Hatmaker and Gilbert-kun (3 хв.)
7. A Tale of The Saint Knight (3 хв.)
8. Reminiscences of Reim (3 хв.)
9. Chains' Tea Party (3 хв.)

## Музика
Відкривна тема аніме була оприлюднена як максі-сингл «Parallel Hearts» 29 квітня 2009 року під лейблом Victor Entertainment. Сингл був виконаний групою FictionJunction і містив два треки: «Parallel Hearts» і «Hitomi No Chikara». Продюсеркою, композиторкою та авторкою текстів виступила Юкі Кадзіура. Сингл досяг 20-го місця в чарті синглів Oricon.
Перша кінцева тема «Maze» була випущена 3 червня 2009 року і досягла 35-го місця в чарті синглів Oricon.
Друга тема закінчення — «Watashi wo Mitsukete» виконана Savage Genius.
Перший аніме-альбом Pandora Hearts Original Soundtracks 1 був випущений 8 липня 2009 року і досяг 104-го місця в чарті альбомів Oricon.
Драматичний компакт-диск під назвою Pandora Hearts Drama CD був випущений 21 грудня 2007 року під назвою Frontier.

Відкривна тема
- «Parallel Hearts»: серії 01-25

Виконує FictionJunction
Закривні теми
- «Maze»: серії 01-13

Виконує Savage Genius
- «Watashi wo Mitsukete»: серії 14-25

Виконує Savage Genius